# Храм Святой Татианы при ПГУ
Храм Святой Татианы при ПГУ им. Т. Г. Шевче́нко — православный храм в Тирасполе, расположенный на территории студенческого городка Приднестровского государственного университета имени им. Т. Г. Шевченко. Входит в состав центрального благочиния Тираспольской и Дубоссарской епархии Молдавской митрополии Русской православной церкви.

## История
История создания храма началась в 2008 году, когда состоялся открытый конкурс на реконструкцию генерального плана университета с разработкой архитектурного проекта домовой церкви. Однако к реализации идеи приступили в 2019 году по инициативе Тираспольско-Дубоссарской епархии. По благословению Святейшего Патриарха Московского и всея Руси Кирилла в дар Приднестровскому университету был передан деревянный храм, из которого ранее была построена часовня в Москве, для установки на территории университета. В июне 2020 года началось строительство храма на участке между главным корпусом ПГУ и экономическим факультетом. 4 августа 2022 года был установлен накупольный крест.
Освящение храма состоялось 1 сентября 2022 года, праздничную службу провел Управляющий Тираспольско-Дубоссарской епархией Архиепископ Савва. 7 апреля 2023 года в храм из Одессы прибыла частица мощей святой Татьяны, которая помещена в храмовою икону. С 2024 года росписью стен и потолка храма занимается тираспольский художник Денис Коробкин. В этом же году из Ярославля было доставлено пять колоколов. 25 января 2025 года была освящена колокольня.

## Настоятели
- (2019 — настоящее время) — протоиерей Сергий Вербицкий[12][13]

## В филателии
25 января 2024 года состоялось спецгашение конверта первого дня, посвященного студенческому храму.